# Aleyrodes proletella
La mosca blanca de la col (Aleyrodes proletella) es un insecto hemíptero de la familia Aleyrodidae que se encuentra prácticamente por todo el mundo. Puede alimentarse en multitud de especies vegetales. Pero sobre todo es conocida por desarrollarse en plantas cultivadas del género Brassica como la col, brócoli, coliflor, col de Bruselas y otras. A veces se desarrolla a veces de modo explosivo pudiendo llegar a ser una plaga que afecta la producción de estos cultivos.

## Nombres vulgares
- Cabbage whitefly (inglés),

## Plantas huésped
Aleyrodes proletella es una especie que puede alimentarse en multitud de plantas de distintas familias tanto de especies silvestres como cultivadas las principales familias de plantas en las que se puede desarrollar son: Apiaceae, Asteraceae, Balsaminaceae, Brassicaceae, Campanulaceae, Euphorbiaceae, Fabaceae, Fagaceae, Papaveraceae, Ranunculaceae, Scrophulariaceae. Las especies cultivadas que se citan al inicio de este artículo están dentro de sus favoritas.

## Daños en las plantas
Al igual que en el resto de moscas blancas los principales daños en las plantas se deben a las picaduras de alimentación por las que extraen savia de la planta y por tanto la debilitan. Los excesos de savia que absorben estos insectos lo expulsan por su ano en forma de una melaza azucarada, que mancha las plantas y sobre la que se puede desarrollar distintos tipos de hongos normalmente de colores oscuros llamados vulgarmente negrilla y que impiden que la parte de vegetal que se ha ensuciado realice la función clorofílica correctamente.
Al contrario de lo que ocurre con otras moscas blancas como Bemisia tabaci o Trialeurodes vaporariorum esta mosca blanca parece no transmitir virus de importancia a las plantas. Por lo que sus daños son menos preocupantes que los producidos por ellas.